# Ibn Ammar
Abū Bakr Muḥammad ibn ˁAmmār, también conocido como Ibn Ammar de Silves o Abenamar (1031-1086), fue un poeta andalusí y visir de la Taifa de Sevilla. 
De origen humilde y poco conocido, su talento para la poesía atrajo al joven Al-Mu'támid, que se convirtió en su amante y amigo y lo nombró visir de Sevilla tras la muerte de su padre, Al-Mutádid. Abenamar tenía la reputación de ser invencible jugando al ajedrez; según el historiador Abdelwáhid al-Marrakushi, su victoria en una partida convenció a Alfonso VI de León a abandonar Sevilla.
En Silves conoció al príncipe Al-Mutámid y comenzó una estrecha relación sentimental. Tras acceder Al-Mutámid al trono de la Taifa de Sevilla, Abenamar planeó la anexión de la Taifa de Murcia al reino sevillano y convenció al rey poeta para que lo nombrara gobernador. Conquistada a fines de 1079 con la ayuda del general del ejército Ibn Rašiq, se nombró a sí mismo rey y cortó relaciones con Al-Mutámid. Pero su poder duró poco, pues comenzó a utilizarlo para fines suntuosos que le granjearon la desafección del pueblo murciano. Ibn Rašiq lideró la oposición a Abenamar, que se vio impelido a abandonar la ciudad y buscar refugio en la Taifa de Toledo, donde se entrevistó con Alfonso VI e incitó a la población a sublevarse contra Al-Qádir (mayo de 1080), quien tuvo que refugiarse en Cuenca. Pero finalmente, las intrigas políticas toledanas se volvieron en su contra y Abenamar tuvo que huir en mayo de 1082 a Madrid.
A comienzos del verano de 1082 Abenamar recala en la corte de la Taifa de Zaragoza de Al-Mutamán, donde permaneció hasta 1084. El monarca zaragozano le recibió con grandes honores, le proporcionó una buena vivienda y sueldo, y posiblemente le nombró visir. Allí se dio una vida regalada, y era criticado entre la población saraqustí por su afición al vino, de la que él se defendió en un poema. Además, ayudó a Al-Mutamán a someter a un alcaide rebelde, lo que consiguió haciendo que lo matasen, y fue premiado por el monarca zaragozano con el disfrute de esa fortaleza.
Desde aquel lugar de la corte de Zaragoza envió a su amigo, el rey de Sevilla Al-Mutámid, una elegía por la que solicitaba el perdón. La casida evocaba el estilo de Ibn Zaydun, pero adoptaba un estilo más solemne y nostálgico, recordando los días felices de Silves:

¿Acaso Silves no ha llorado por el que sufre
y Sevilla no ha suspirado por un arrepentido?
La lluvia cubrió el manto de nuestra juventud
en un país donde los jóvenes rompían los amuletos de la infancia.
Al recordar el tiempo de mi juventud, es como si se encendiese
el fuego del amor en el pecho.
Aquellas noches en que no hacía caso de la sensatez del consejo
y seguía los errores de los alocados;
condené al insomnio a los párpados somnolientos
y recogí el tormento de las tiernas ramas.
¡Cuántas noches pasamos en el Azud, entre los meandros del río,
que se deslizaba con la sinuosidad de una serpiente!
Escogimos el jardín como vecino y nos visitaba con sus regalos
que traían las manos de las suaves brisas;
nos enviaba su aliento y se lo devolvíamos aún más perfumado,
y con más suave brisa;
la brisa, en su ir y venir, parecía una chismosa,
que llevase y trajese maledicencia;
el sol nos daba de beber.
¿Quién ha visto el sol en mitad de la negra noche, sino nosotros?

Al-Mutámid se inclinó inicialmente por el perdón, pero más adelante se indignó tras leer una carta interceptada que Abenamar había enviado desde su celda, y lo mató con sus propias manos.
Ibn Ammar destacó sobre todo en el cultivo de la gacela o gazal homoerótico. Su poesía supone una de las cimas del cultivo de la poesía amorosa en Al-Ándalus, en la que Abenamar es uno de sus representantes más destacados, pues se dedicó a la lírica culta amorosa árabe por pasión, y no por oficio como era común entre los poetas cortesanos andalusíes.